# Straßenlauf
Der Straßenlauf ist eine Gruppe von Disziplinen der Leichtathletik bzw. des Laufsportes und wird definiert als ein Langstreckenlauf, der nicht auf einer Bahn stattfindet, sondern auf einer abgemessenen Strecke außerhalb eines Stadions. Wie der Name sagt, wird dabei vorwiegend auf asphaltiertem Untergrund gelaufen (ansonsten spricht man von Cross-, Trail- oder Waldläufen).
Im Sinne des Deutschen Leichtathletik-Verbands (DLV) grenzt sich der Straßenlauf zusätzlich zum Volkslauf ab, und zwar durch enger gefasste Teilnahmevoraussetzungen (Besitz eines Startpasses, keine vom Verband ausgesprochene Sperre), eine von einem DLV-akkreditierten Experten vermessene Strecke und die Anmeldung der Veranstaltung beim DLV als Straßenlauf. Reine Straßenläufe werden wegen des erhöhten Aufwandes und der geringeren Teilnehmerzahl seltener veranstaltet als Volksläufe und sind meistens sportlich hochklassige Veranstaltungen (Meisterschaften, internationale Wettkämpfe). Häufiger anzutreffen ist dagegen ein kombinierter Volks- und Straßenlauf.
Seit 1992 organisiert World Athletics (bis 2019: IAAF) jährlich die Halbmarathon-Weltmeisterschaften, die 2006, 2007 und seit 2023 als Straßenlauf-Weltmeisterschaften firmieren.

## Standardstrecken
World Athletics führt Weltrekorde über 5 km, 10 km, Halbmarathon (21,0975 km), Marathon (42,195 km) und 100 km. Voraussetzung für eine Bestenlistenfähigkeit ist, dass die Streckenlänge von einem akkreditierten Vermesser mit einem Jones-Counter bestimmt wurde und dass ein eventuelles Gefälle (im Sinn von Höhenunterschied) zwischen Start und Ziel geringer als 1 ‰ der Gesamtstrecke ist. Für die Anerkennung einer Zeit als Weltrekord ist es zusätzlich erforderlich, dass Start und Ziel nicht weiter als 50 % der Gesamtdistanz auseinanderliegen und dass die Streckenlänge zeitnah erneut von einem akkreditierten Vermesser überprüft wird. Weltrekorde auf Teilstrecken werden anerkannt, sofern diese dieselben Bedingungen erfüllen und der Athlet den Wettkampf über die Gesamtdistanz beendet.
Beliebte Distanzen, über die World Athletics keine Bestenlisten erstellt, sind 8 km (bzw. 5 Meilen), 12 km, 10 Meilen (16,1 km) und 50 km.

## Statistik

### Weltrekorde
Stand: 16.02.2025

#### Männer
| Distanz      | Zeit      | Athlet         | Land | Datum      | Ort        | Bemerkungen |
| ------------ | --------- | -------------- | ---- | ---------- | ---------- | ----------- |
| 5 km         | 12:49 min | Berihu Aregawi | ETH  | 31.12.2021 | Barcelona  |             |
| 10 km        | 26:24 min | Rhonex Kipruto | KEN  | 12.01.2020 | Valencia   |             |
| Halbmarathon | 56:42 min | Jacob Kiplimo  | UGA  | 16.02.2025 | Barcelona  |             |
| Marathon     | 2:00:35 h | Kelvin Kiptum  | KEN  | 08.10.2023 | Chicago    |             |
| 100 km       | 6:09:14 h | Nao Kazami     | JPN  | 24.06.2018 | Saroma-See |             |

#### Frauen
| Distanz      | Zeit      | Athletin            | Land | Datum      | Ort       | Bemerkungen |
| ------------ | --------- | ------------------- | ---- | ---------- | --------- | --- |
| 5 km         | 13:54 min | Beatrice Chebet     | KEN  | 31.12.2024 | Barcelona | |
| 10 km        | 28:46 min | Agnes Jebet Ngetich | KEN  | 14.01.2024 | Valencia  | |
| Halbmarathon | 1:02:52 h | Letesenbet Gidey    | ETH  | 24.10.2021 | Valencia  | |
| Marathon     | 2:09:56 h | Ruth Chepngetich    | KEN  | 13.10.2024 | Chicago   | |
| 100 km       | 6:33:11 h | Tomoe Abe           | JPN  | 25.06.2000 | Kitami    | Punkt-zu-Punkt-Strecke. Schnellste Zeit auf einem Rundkurs: 7:00:48 min, Ann Trason (USA), 16. September 1995, Winschoten |

### Ewige Weltbestenlisten – 10 km
Die Weltbestenlisten entsprechen den registrierten Zeiten von World Athletics. Im Rahmen von 15-km- oder Halbmarathon-Rennen wurden teilweise schnellere Zeiten als Zwischenzeiten erzielt, die auch national als Rekord anerkannt werden, aber dennoch nicht von World Athletics geführt werden.

#### Männer
Alle Läufer mit Bestzeiten von 27:30 min und schneller. Letzte Veränderung: 16. Oktober 2021.
1. 26:24 min  Rhonex Kipruto, Valencia, 12. Januar 2020
2. 26:38 min  Joshua Cheptegei, Valencia, 1. Dezember 2019
3. 26:44 min  Leonard Patrick Komon, Utrecht, 26. September 2010
4. 26:51 min  Kibiwott Kandie, Genf, 3. Oktober 2021
5. 26:56 min  Tadese Worku, Herzogenaurach, 12. September 2021
6. 26:57 min  Felix Kipkoech, Genf, 3. Oktober 2021
7. 27:01 min  Micah Kogo, Brunssum, 29. März 2009
8. 27:02 min  Haile Gebrselassie, Doha, 13. Dezember 2002
9. 27:02 min  Geoffrey Koech, Prag, 7. September 2019
10. 27:04 min  Josphat Kiprono Menjo, Barcelona, 18. April 2010
11. 27:07 min  Mathew Kimeli, Prag, 7. September 2019
12. 27:09 min  Peter Kamais, Tilburg, 6. September 2019
13. 27:09 min  Kennedy Kimutai, Herzogenaurach, 12. September 2021
14. 27:10 min  Benard Kimeli, Prag, 9. September 2017
15. 27:11 min  Sammy Kipketer, New Orleans, 30. März 2002
16. 27:11 min  Sammy Kitwara, Utrecht, 26. September 2010
17. 27:12 min  Bravin Kipkogei Kiptoo, Prag, 7. September 2019
18. 27:12 min  Daniel Simiu Ebenyo, Houilles, 29. Dezember 2019
19. 27:13 min  Stephen Kissa, Laredo, 17. März 2019
20. 27:13 min  Julien Wanders, Valencia, 12. Januar 2020
21. 27:13 min  Boniface Kibiwott, Genf, 3. Oktober 2021
22. 27:19 min  Moses Ndiema Masai, San Juan, 28. Februar 2010
23. 27:19 min  Geoffrey Mutai, Boston, 26. Juni 2011
24. 27:21 min  Vincent Kiprotich Kibet, Berlin, 14. Oktober 2018
25. 27:21 min  Shadrack Kipngetich Koech, Prag, 7. September 2019
26. 27:22 min  Martin Irungu Mathathi, Brunssum, 28. März 2010
27. 27:22 min  Nicholas Kimeli, Herzogenaurach, 12. September 2021
28. 27:23 min  Chala Regasa, Valencia, 13. Januar 2019
29. 27:24 min  Deriba Merga Ejigu, Ottawa, 23. Mai 2009
30. 27:24 min  William Sigei, New Orleans, 16. April 1994
31. 27:24 min  Zersenay Tadese, Manchester, 20. Mai 2007
32. 27:24 min  Davis Kiplangat, Utrecht, 7. Oktober 2018
33. 27:24 min  Bayelign Teshager, Herzogenaurach, 12. September 2021
34. 27:24 min  Weldon Langat, Laredo, 16. Oktober 2021
35. 27:25 min  Mike Kigen, Berlin, 10. Oktober 2010
36. 27:25 min  Stephen Sambu, Boston, 22. Juni 2014
37. 27:26 min  Abraham Chebii, Mobile, 24. März 2001
38. 27:26 min  Emmanuel Kiprono, Paderborn, 31. März 2018
39. 27:26 min  Vedic Kipkoech, Valencia, 13. Januar 2019
40. 27:26 min  Nibret Melak, Laredo, 17. März 2019
41. 27:27 min  Simon Rono, New Orleans, 11. April 1998
42. 27:27 min  Collins Koros, Herzogenaurach, 12. September 2021
43. 27:28 min  Abdellah Falil, Serris, 10. Juni 2007
44. 27:28 min  Silas Kipruto, Marseille, 1. Mai 2008
45. 27:28 min  Philip Kiprono Langat, Utrecht, 25. September 2011
46. 27:28 min  Geoffrey Ronoh, Prag, 6. September 2014
47. 27:28 min  Zane Robertson, Berlin, 9. Oktober 2016
48. 27:28 min  Jake Robertson, New Orleans, 1. April 2018
49. 27:29 min  John Ngugi, Bali, 2. April 1988
50. 27:30 min  Tom Nyariki, Mobile, 24. März 2001
51. 27:30 min  Adugna Takele Bikila, Taroudant, 10. März 2013
52. 27:30 min  Jacob Krop, Valencia, 12. Januar 2020

#### Frauen
Alle Läuferinnen mit Bestzeiten von 30:57 min und schneller. Letzte Veränderung: 16. Oktober 2021.
1. 29:38 min  Kalkidan Gezahegne, Genf, 3. Oktober 2021
2. 29:43 min  Joyciline Jepkosgei, Prag, 9. September 2017
3. 29:46 min  Sheila Chepkirui, Valencia, 12. Januar 2020
4. 29:50 min  Rosemary Wanjiru, Valencia, 12. Januar 2020
5. 29:50 min  Margaret Chelimo Kipkemboi, Valencia, 3. Oktober 2021
6. 29:51 min  Norah Jeruto, Valencia, 12. Januar 2020
7. 29:57 min  Dorcas Jepchumba Kimeli, Prag, 7. September 2019
8. 30:01 min  Agnes Jebet Tirop, Herzogenaurach, 12. September 2021
9. 30:05 min  Lonah Chemtai Salpeter, Tilburg, 1. September 2019
10. 30:06 min  Fancy Chemutai, Prag, 9. September 2017
11. 30:15 min  Tsehay Gemechu, Valencia, 13. Januar 2019
12. 30:19 min  Caroline Chepkoech Kipkirui, Prag, 8. September 2018
13. 30:21 min  Paula Radcliffe, San Juan, 23. Februar 2003
14. 30:23 min  Diana Chemtai Kipyogei, Prag, 8. September 2018
15. 30:24 min  Violah Jepchumba, Prag, 10. September 2016
16. 30:26 min  Gloriah Kite, Valencia, 13. Januar 2019
17. 30:28 min  Celliphine Chepteek Chespol, Genf, 3. Oktober 2021
18. 30:29 min  Asmae Leghzaoui, New York City, 8. Juni 2002
19. 30:30 min  Tirunesh Dibaba, Tilburg, 1. September 2013
20. 30:32 min  Karoline Bjerkeli Grøvdal, Hole, 17. Oktober 2020
21. 30:33 min  Eva Cherono, Lens, 4. Juli 2021
22. 30:34 min  Naomi Chepngeno, Laredo, 16. Oktober 2021
23. 30:37 min  Joyce Chepkirui, Berlin, 13. Oktober 2013
24. 30:38 min  Liz McColgan, Orlando, 11. März 1989
25. 30:38 min  Tadelech Bekele, Berlin, 13. Oktober 2013
26. 30:38 min  Senbere Teferi, Tilburg, 3. September 2017
27. 30:41 min  Lornah Kiplagat, San Juan, 29. Februar 2004
28. 30:41 min  Gladys Chesir, Berlin, 11. Oktober 2015
29. 30:41 min  Mary Keitany, Cape Elizabeth, 5. August 2017
30. 30:43 min  Evaline Chirchir, Valencia, 13. Januar 2019
31. 30:44 min  Dorcas Jepchirchir Tuitoek, Bozen, 31. Dezember 2020
32. 30:45 min  Sandrafelis Chebet Tuei, Valencia, 3. Oktober 2021
33. 30:46 min  Betsy Saina, Tilburg, 7. September 2014
34. 30:47 min  Vivian Cheruiyot, San Juan, 26. Februar 2012
35. 30:48 min  Linet Masai, New York City, 12. Juni 2010
36. 30:50 min  Bosena Mulate, Valencia, 12. Januar 2020
37. 30:50 min  Mary Wacera, Middlesbrough, 31. Mai 2021
38. 30:50 min  Nancy Jelagat, Herzogenaurach, 12. September 2021
39. 30:52 min  Shalane Flanagan, Boston, 26. Juni 2016
40. 30:52 min  Nigsti Haftu, Houilles, 29. Dezember 2019
41. 30:52 min  Eilish McColgan, Manchester, 26. September 2021
42. 30:53 min  Isabella Ochichi, La Courneuve, 31. März 2002
43. 30:53 min  Hellen Obiri, Barcelona, 31. Dezember 2020
44. 30:55 min  Peres Jepchirchir, Prag, 5. September 2015
45. 30:55 min  Sheila Chelangat, Port-Gentil, 30. Juni 2019
46. 30:55 min  Violah Cheptoo, Phoenix, 3. November 2019
47. 30:56 min  Gladys Cherono, Ottawa, 23. Mai 2015
48. 30:57 min  Elvan Abeylegesse, Istanbul, 14. März 2006
49. 30:57 min  Irina Mikitenko, Karlsruhe, 13. September 2008
50. 30:57 min  Paskalia Chepkorir Kipkoech, Santos, 20. Mai 2012

### Deutsche Rekorde des DLV

#### Männer
| Distanz      | Zeit      | Athlet               | Datum      | Ort                   | Bemerkungen |
| ------------ | --------- | -------------------- | ---------- | --------------------- | --- |
| 10 km        | 27:32 min | Amanal Petros        | 26.02.2023 | Castellón de la Plana | |
| Halbmarathon | 1:00:09 h | Amanal Petros        | 24.10.2021 | Valencia              | |
| 25 km        | 1:13:58 h | Karl Fleschen        | 16.04.1978 | Frankenberg           | Diese auf einer vermutlich zu kurzen Strecke erzielte Zeit wird international nicht anerkannt. Die schnellste Zeit eines Deutschen auf einer nach heutigen Bestimmungen vermessenen Strecke wurde von Rainer Wachenbrunner mit 1:15:21 h am 3. Mai 1992 bei den 25 km von Berlin erzielt. |
| Marathon     | 2:04:56 h | Samuel Fitwi Sibhatu | 1.12.2024  | Valencia              | |
| 100 km       | 6:24:29 h | Kazimierz Bak        | 26.06.1994 | Kitami                | |

#### Frauen
| Distanz      | Zeit      | Athletin           | Datum      | Ort    | Bemerkungen |
| ------------ | --------- | ------------------ | ---------- | ------ | --- |
| 10 km        | 30:47 min | Melat Yisak Kejeta | 17.10.2020 | Gdynia | Zwischenzeit. Schnellste Zeit bei einem Wettkampf über 10 km: 30:57 min, Irina Mikitenko, 13. September 2008, Karlsruhe |
| Halbmarathon | 1:05:18 h | Melat Yisak Kejeta | 17.10.2020 | Gdynia | |
| 25 km        | 1:23:07 h | Irina Mikitenko    | 28.09.2008 | Berlin | Zwischenzeit. Schnellste Zeit bei einem Wettkampf über 25 km: 1:24:41 h, Kathrin Ullrich, 3. Mai 1992, Berlin           |
| 30 km        | 1:39:34 h | Irina Mikitenko    | 28.09.2008 | Berlin | Zwischenzeit. |
| Marathon     | 2:19:19 h | Irina Mikitenko    | 28.09.2008 | Berlin | |
| 100 km       | 7:18:57 h | Birgit Lennartz    | 28.04.1990 | Hanau  | |